# Effet de substitution

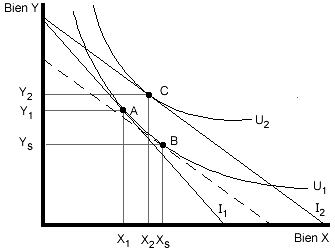
Graphique décrivant l'effet d'une baisse du prix du bien X sur la consommation de ce bien, selon le modèle IS-LM. U_{1} et U_{2} sont les courbes d'indifférences entre les biens X et Y.

L'effet de substitution a été mis en évidence par Alfred Marshall. Il est énoncé comme la variation de la quantité demandée de biens avec Px/Py changeant d'une manière telle que le niveau de bien-être de l'agent reste constant.

## Enjeux de l'effet substitution
L'effet de substitution en économie, de même que l'effet revenu, résulte de l'arbitrage d'un agent économique, selon son coût d'opportunité, entre deux situations.
Dans l'exemple de l'arbitrage du travailleur entre travail et loisir, l'agent compare ses avantages entre le travail (et donc un salaire) et le loisir. Il y a effet de substitution lorsque le prix sur le marché du travail augmente (c'est-à-dire le salaire).

## Caractéristique de l'effet de substitution
S'il y a effet de substitution, le coût d'opportunité augmente. Dans ce cas, le coût d'heure de loisir est plus cher qu'auparavant. La perte pour l'agent économique, s'il choisit le loisir, est d'autant plus importante. Il a donc tendance à arbitrer en faveur du travail, au détriment du loisir. Il substitue donc du travail au loisir.
Pour les économistes néo-classiques, l'effet de substitution domine toujours l'effet de revenu.
Puisque le prix du bien ayant augmenté, ce
dernier devient plus cher que les autres biens qui lui sont substituables (d'où le terme effet de substitution), le
consommateur va avoir tendance alors à acheter un autre bien dont le prix n’aura pas
bougé.